# Sonnet
«Sonnet» (en español: «Soneto») es una canción de la banda de rock británica The Verve, escrita por el vocalista de la banda, Richard Ashcroft. Es además el cuarto y último sencillo del álbum Urban hymns.

## Características
La canción tiene el mismo diseño instrumental que The Drugs Don't Work que consiste en guitarras eléctricas y acústicas acompañadas por cuerdas, en su mayoría violines. La canción solo tiene cinco acordes (sin incluir las notas novenas). El mismo fue lanzado en marzo de 1998 como una edición limitada de 5000 copias en vinilo de 12", haciendo imposible su ingreso a los charts. Sin embargo, una edición posterior llegó al #74 en el Reino Unido.
El video musical consiste de repetidos acercamientos de cámara (técnica close-up) a Richard Ashcroft sentado en una silla, con fondos que van cambiando. Un fallo muy común que se encuentra en las traducciones al español de esta canción, es cuando se traduce la expresión, "Don't sound like no sonnet". En esa frase Ashcroft está usando una expresión coloquial, que viene a significar que él no es muy poético (él no suena como un soneto).

## Lista de canciones
- CD HUTCD 100

1. «Sonnet» – 4:21
2. «Stamped» – 5:32
3. «So Sister» – 4:11
4. «Echo Bass» – 6:38

- Casete HUTC 100

1. «Sonnet» – 4:21
2. «Echo Bass» – 6:38
3. «So Sister» – 4:11

- 12" HUTTX 100

1. «Sonnet» – 4:21
2. «Stamped» – 5:32
3. «So Sister» – 4:11
4. «Echo Bass» – 6:38

- Promo CD HUTCDP 100

1. «Sonnet» – 4:21

### Estados Unidos
En 1998, «Sonnet» fue lanzado en los Estados Unidos. El sencillo fue distribuido por Virgin Records.
- Promo CD DPRO-13196

1. «Sonnet» (LP edit) – 3:43
2. «Sonnet» (LP versión) – 4:22
3. «Sonnet (Call Out Hook)» – 0:10

### Japón
- CD VJCP-12096

1. «Sonnet» – 4:21
2. «Stamped» – 5:32
3. «So Sister» – 4:11
4. «Echo Bass» – 6:38